# غانتا
غانتا هي بلدة تقع في شمال ليبيريا تبعد حوالي 323 كم عن العاصمة مونروفيا وعلى القرب من الحدود مع دولة غينيا.